# Žučna kiselina-KoA:aminokiselina N-aciltransferaza
Žučna kiselina-KoA:aminokiselina N-aciltransferaza (EC 2.3.1.65, glicin-taurin -aciltransferaza, amino kiselina N-holoiltransferaza, BAT, glicinska N-holoiltransferaza, BACAT, holil-KoA glicin-taurin -aciltransferaza, holil-KoA:taurin N-aciltransferaza) je enzim sa sistematskim imenom holoil-KoA:glicin N-holoiltransferaza. Ovaj enzim katalizuje sledeću hemijsku reakciju
holoil-KoA + glicin {\displaystyle \rightleftharpoons } KoA + glikoholat
Ovaj enzim takođe deluje na KoA derivate drugig žučnih kiselina. Taurin i 2-fluoro-beta-alanin mogu da deluju kao supstrati, mada sporije.

## Literatura
- Nicholas C. Price; Lewis Stevens (1999). Fundamentals of Enzymology: The Cell and Molecular Biology of Catalytic Proteins (Third изд.). USA: Oxford University Press. ISBN 019850229X.
- Eric J. Toone (2006). Advances in Enzymology and Related Areas of Molecular Biology, Protein Evolution (Volume 75 изд.). Wiley-Interscience. ISBN 0471205036.
- Branden C; Tooze J. Introduction to Protein Structure. New York, NY: Garland Publishing. ISBN 0-8153-2305-0.
- Irwin H. Segel. Enzyme Kinetics: Behavior and Analysis of Rapid Equilibrium and Steady-State Enzyme Systems (Book 44 изд.). Wiley Classics Library. ISBN 0471303097.
- William P. Jencks (1987). Catalysis in Chemistry and Enzymology. Dover Publications. ISBN 0486654605.

## Spoljašnje veze
- Bile+acid-CoA:amino+acid+N-acyltransferase на 